# Achaetica chinjaniga
Achaetica chinjaniga är en insektsart som beskrevs av Mitjaev 2000. Achaetica chinjaniga ingår i släktet Achaetica och familjen dvärgstritar. Inga underarter finns listade i Catalogue of Life.